# ۳-فسفوگلیسریک اسید
۳-فسفوگلیسریک اسید (به انگلیسی: 3-Phosphoglyceric acid) یا گلیسرات ۳ فسفات یک ارگانوفسفات است. این ترکیب با شناسه پاب‌کم ۴۳۹۱۸۳ و جرم مولی آن ۱۸۶٫۰۶ g/mol یک محصول واسطه ای در قندکافت و هم در چرخه کالوین می‌باشد. این ترکیب پیش‌ساز تولید سرین نیز است.